# Croke Park
Croke Park (Irsky: Páirc an Chrócaigh), někdy zvaný jen Crocker, je stadion v irském Dublinu určený zejména pro pořádání galských sportů nebo hudební koncerty. Spravuje ho Gaelic Athletic Association. Pojmenován byl po arcibiskupovi Thomasi Crokeovi. Stadion byl otevřen roku 1884, v roce 2004 byl významně renovován. V současnosti pojme 82 300 diváků. Jde o třetí největší stadion v Evropě a největší stadion nepoužívaný pro fotbal. Irští ragbisté a fotbalisté stadion sice nějaký čas stadion užívali (2007–2010), když se stavěli jejich stánky, ale budilo to kontroverze a Gaelic Athletic Association kvůli tomu musela upravit i své stanovy. 21. listopadu 1920, během irské války za nezávislost, byl Croke Park dějištěm masakru ze strany irských roajalistů podporovaných britskou pomocnou divizí. Ozbrojenci vtrhli na stadion během zápasu galského fotbalu mezi Dublinem a Tipperary a začali střílet do davu. Zabili 13 diváků a jednoho hráče Tipperary, Michaela Hogana. Událost je známa jako Krvavá neděle. Šlo o odvetu za zabití 15 britských zpravodajských důstojníků skupinou Michaela Collinse, k němuž došlo dříve toho dne.